# 姜綰
姜綰（1452年—1507年），字玉卿。江西弋陽人。明朝政治人物，成化戊戌進士。

## 生平
江西乡试第六十三名举人，成化十四年（1478年），登会试244名，三甲216名進士，由景陵縣知縣舉薦為南京河南道監察御史。弘治二年（1489年），因與南京守備太監蔣琮因蘆場事對抗，下南京三法司。不久恢復官職，同官孫纮、劉遜、金章、紀傑、曹玉、譚肅、徐禮、余濬，給事中繆樗等人均牽連，貶為桂阳州判官，改寧國府同知，再升慶遠府知府，期間平定叛亂有功，被總督劉大夏舉薦為右江兵備副使。起用為河南按察使，因病辭職回鄉。正德二年卒于家，享年五十六。

## 家族
曾祖姜克俊。祖父姜度，德平县学训导。父姜璧，母汪氏。永感下。兄姜紳。